# Malwanne
Malwanne (* 9. September 1993 in Hamburg; bürgerlich Vanessa Maria Braunisch, geb. Gierszewski) ist eine deutsche Webvideoproduzentin und ehemalige Moderatorin.

## Leben

### Herkunft und Werdegang
Gierszewski wurde 1993 in Hamburg als jüngstes von vier Geschwistern geboren. Sie ist polnischer und italienischer Abstammung. Während ihrer Schulzeit machte sie als Elftklässlerin ein Praktikum in einem Kinder-Atelier, wo sie unter anderem die von den Kindern benutzen Malwannen (Wannen mit Farben und anderem Zubehör) abends waschen musste. Dadurch kam sie zu ihrem heutigen Spitznamen „Malwanne“.
Am 25. Januar 2012 eröffnete sie unter dem Namen Malwanne ihren YouTube-Kanal, am 21. Februar 2014 lud sie ihr erstes Video MALEN MIT WANNE – Die Perserkatze hoch. Mittlerweile drehen sich ihre Videos weniger ums Malen. Zu ihren bekanntesten Formaten zählen Draw My Diary und Wie schmeckt's?, in dem sie Rezepte aus zahlreichen Filmen und Serien nachkocht. „Wie schmeckt Toms Erdbeermarmeladenbrot mit Honig?“ ist mit über 5 Millionen Aufrufen ihr bis dato erfolgreichstes Wie schmeckt's?-Video. Am 29. März 2019 veröffentlichte sie zudem ein gleichnamiges Kochbuch, was die Spiegelbestsellerliste erreichte.
2022 nahm sie an der VOX-Show Das perfekte Promi-Dinner teil.

### Persönliches
Malwanne war drei Jahre mit dem YouTuber Frodoapparat liiert, ehe es Anfang 2017 zur Trennung kam. Beide lebten zusammen mit vier anderen YouTubern (darunter Fewjar) in der sogenannten UWG in Berlin-Neukölln. Im Alter von 18 Jahren wurde bei ihr ein Grüner Star diagnostiziert.
Seit 2018 ist sie mit dem Kameramann Timo Braunisch liiert und lebt in Berlin. Seit 2025 ist das Paar verheiratet.

## TV-Moderatorin
- 2016: Vantastisch in der Nicknight[6] bei Nickelodeon[7]

## Auszeichnungen
| Jahr | Preis                     | Kategorie | Resultat |
| ---- | ------------------------- | --------- | -------- |
| 2015 | Webvideopreis Deutschland | Newcomer  | Gewonnen |

## Veröffentlichungen
- Vanessa Gierszewski alias Malwanne: Wie schmeckt's?: Rezepte aus Anime, Serie, Zeichentrick, Kinofilm, Animation. Community Editions, Köln 2019, ISBN 978-3-96096-080-5